# Леладзисеули
Леладзисеули (груз. ლელაძისეული) — село в Грузии, на территории Зестафонского муниципалитета края (мхаре) Имеретия.

## География
Село находится в западной части Грузии, на левом берегу реки Чхеримелы, на расстоянии приблизительно 8 километров (по прямой) к юго-востоку от города Зестафони, административного центра муниципалитета. Абсолютная высота — 270 метров над уровнем моря.

## Население
По результатам официальной переписи населения 2014 года, в Леладзисеули проживал 161 человек (80 мужчин и 81 женщина). В национальной структуре населения грузины составляли 100 %.
| Год  | Население, человек |
| ---- | ------------------ |
| 2002 | 157                |
| 2014 | ↗ 161              |